# يوجين دينكين
يوجين بوريسوفيتش دينكين (بالروسية: Евге́ний Бори́сович Ды́нкин)‏ (11 مايو 1924 - 14 نوفمبر 2014) عالم رياضيات سوفيتي وأمريكي. قدم مساهمات في مجالات الاحتمال والجبر، وخاصة مجموعات الكذبة شبه البسيطة، وعلم الجبر، وسلسلة ماركوف. تم تسمية مخطط دينكين ونظام دينكين باسمه.

## روابط خارجية
- يوجين دينكين في شجرة علماء الرياضيات
- إدراج القسم في جامعة كورنيل
- صفحة الويب الشخصية
- شجرة علم الأنساب من مدرسة دينكين
- مجموعة من مقابلات دينكين